# Слепец, Кирилл Олегович
Кирилл Олегович Слепец (род. 6 апреля 1999, Хабаровск) — российский хоккеист, нападающий.

## Биография
Начинал заниматься хоккеем в хабаровском «Амуре», первый тренер Максим Александрович Сурвилов. С 2012 года — в школе ярославского «Локомотива». В сезоне 2015/16 дебютировал в МХЛ в составе команды России U18, в следующем сезоне играл за «Локо». В начале сезона 2017/18 провёл 4 матча за клуб ВХЛ «Рязань», затем играл за «Локо». 15 сентября 2018 года дебютировал в КХЛ в домашней игре «Локомотива» против «Северстали» (4:1), играл в сезоне также за тольяттинскую «Ладу» в ВХЛ и «Локо».
Сезон 2019/20 начал в воронежском «Буране» из ВХЛ. 13 ноября был обменян «Локомотивом» в клуб КХЛ «Динамо» Рига на Брока Троттера. 5 мая 2020 года клубы совершили обратный обмен. В сезоне 2020/21 играл за клубы ВХЛ «Буран» и «Нефтяник» Альметьевск. 9 августа 2021 года заключил двусторонний контракт сроком на один год с московским «Спартаком», 25 августа был обменян в «Амур» на Андрея Локтионова. 4 сентября дебютировал за клуб в КХЛ. 11 октября был отправлен в клуб ВХЛ «Сокол» Красноярск. 8 февраля 2022 года расторг контракт и подписал контракт с финским «Кярпятом» до конца сезона. 24 мая подписал годичный контракт с «Амуром».
Двукратный чемпион МХЛ (2018, 2019).
Бронзовый призёр юниорского чемпионата мира 2017 года. Бронзовый призёр молодёжного чемпионата мира 2019 года.
26 сентября 2024 года спустя 14 лет повторил рекорд Дмитрия Тарасова, забросив две шайбы за одно меньшинство.